# Doněcký rajón
Doněcký rajón (ukrajinsky Донецький район) je rajón v Doněcké oblasti na Ukrajině. Hlavním městem je Doněck a rajón má přibližně 1,50 milionu obyvatel. 

## Města v rajónu
- Amvrosijivka
- Doněck
- Charcyzk
- Ilovajsk
- Jasynuvata
- Makijivka
- Mospyne
- Zuhres